# Custer (Washington)
Custer és una concentració de població designada pel cens dels Estats Units a l'estat de Washington. Segons el cens del 2000 tenia 299 habitants.

## Demografia
Segons el cens del 2000, Custer tenia 299 habitants, 108 habitatges, i 81 famílies. La densitat de població era de 63,4 habitants per km².
Dels 108 habitatges en un 35,2% hi vivien nens de menys de 18 anys, en un 67,6% hi vivien parelles casades, en un 5,6% dones solteres, i en un 24,1% no eren unitats familiars. En el 18,5% dels habitatges hi vivien persones soles el 10,2% de les quals corresponia a persones de 65 anys o més que vivien soles. El nombre mitjà de persones vivint en cada habitatge era de 2,77 i el nombre mitjà de persones que vivien en cada família era de 3,23.
Per edats la població es repartia de la següent manera: un 28,8% tenia menys de 18 anys, un 7,7% entre 18 i 24, un 24,7% entre 25 i 44, un 26,8% de 45 a 60 i un 12% 65 anys o més.
L'edat mediana era de 36 anys. Per cada 100 dones de 18 o més anys hi havia 104,8 homes.
La renda mediana per habitatge era de 22.500 $ i la renda mediana per família de 30.625 $. Els homes tenien una renda mediana de 6.813 $ mentre que les dones 27.321 $. La renda per capita de la població era de 13.371 $. Aproximadament el 18,2% de les famílies i el 27,7% de la població estaven per davall del llindar de pobresa.

## Poblacions més properes
El següent diagrama mostra les poblacions més properes.